# Adèle Exarchopoulos
Adèle Exarchopoulos (født 22. november 1993 i Paris) er en fransk filmskuespiller.

## Opvækst og karriere
Adèle Exarchopoulos er datter af en guitarlærer af græsk afstamning og en fransk sygeplejerske. Hun voksede op i det 19. arrondissement i Paris og tog dramaklasser mellem 2001 og 2005 på Acte 9, samtidig med at hun gik i skole. I 2005 deltog hun, på opfordring fra en caster, i en prøvefilmning til en spillefilm, hun fik dog ikke rollen. Imidlertid cirkulerede hendes præsentationsvideo og hun blev castet til en rolle i filmen Martha af Jean-Charles Hue.
I 2006 fik hun sin debut i tv-serien R.I.S Police scientifique (2006).

## Privatliv
Adèle Exarchopoulos danner par Jérémie Laheurte, som hun spillede sammen med i filmen Adeles liv.

## Filmografi
- 2014 Voyage vers la mère - Marie Louise
- 2014 Qui vive
- 2013 Adeles liv - Adèle
- 2013 I Used to Be Darker - Camille
- 2012 Des morceaux de moi - Erell
- 2011 Carré blanc - Marie (som ung)
- 2011 Chez Gino - Maria Roma
- 2010 Tête de turc - Nina
- 2010 Beslutningen - Anna Traube
- 2008 Les enfants de Timpelbach - Marianne
- 2007 Boxes - Lilli

## Priser
I 2013 modtog hun sammen med Abdellatif Kechiche og Léa Seydoux De gyldne palmer ved Filmfestivalen i Cannes for sin præstation i filmen Adeles liv.